# Canal+ (Espanha)
O Canal+ (pronunciado Canal Plus) foi um canal de televisão espanhol de pagamento, que emitiu de 1990 a 2016. O canal tomava o nome de seu homólogo francês Canal+, que conta com mais versões em outros países europeus.
O Canal+ começou suas emissões em 8 de junho de 1990 às 21:00 horas, através da licença analógica outorgada à Sogecable (atual Pressa TV). Em 31 de janeiro de 1997, estreia-se a plataforma de pagamento Canal Satélite Digital, e o canal passa a estar disponível a sua vez na televisão por satélite. Em 7 de novembro de 2005, cede seu sinal analógica ao canal generalista Cuatro, passando a estar disponível exclusivamente através da plataforma satélite Digital+. Em 2010 começou a estar disponível em outras plataformas de pagamento, até o lançamento em 8 de julho de 2015 de Movistar+, que o emitia em exclusiva. Finalmente em 1 de fevereiro de 2016, Canal+ foi substituído pelo novo canal generalista «#0».

## História

### Início de emissões
Canal+ nasceu da mão de Sogecable (atual Prisa TV), ao obter esta uma das três licenças para televisão privada analógica de âmbito nacional sacadas a concurso pelo Governo em 1988. Tratou-se de uma concessão especial para as características do canal, que lhe obrigava a emitir seis horas em aberto ao dia, sendo o resto das emissões codificadas, exclusivas para abonados. Inicialmente, a quota era de 3.000 pesetas/mês, ainda que posteriormente foi aumentando até 4.000 pesetas/mês, aparte de 15.000 pesetas em conceito de fiança pelo descodificador.
Em 8 de junho de 1990 Canal+ inicia suas emissões em provas, e em 14 de setembro do mesmo ano as regulares, oferecendo pela primeira vez televisão de pagamento em Espanha mediante um sistema decodificador do sinal, que se emite criptografada mediante o sistema Nagravisión.
A programação em aberto incluiu programas de alta popularidade como Las noticias del guiñol  (caricaturas humorísticas de personagens conhecidas, desportistas e políticos); Primer plano (apresentado por Maribel Verdú e Fernando Guillén Cuervo); Magacine; Lo + Plus (magazine com entrevistas e espaços de humor) ou Del 40 al 1, versão televisiva da popular revisão à lista do Los 40 Principales.
Em codificado, cinema de estreia todas as noites (entre elas os filmes X nas noites de sexta-feira) e as transmissões em exclusiva de futebol ao vivo se traduziram num importante número de abonados, entre os que há que destacar os estabelecimentos de hotelaria que ofereciam com isso a seus clientes a visualização dos partidos. Em 1995 a corrente atinge o milhão de abonados.

### Início de emissões em digital
Em 1 de setembro de 1997, produz-se uma renovação da imagem corporativa do canal, que não tinha tido modificações a partir da sua estreia em 1990. Com a estreia em 31 de janeiro de 1997 de Canal Satélite Digital, a plataforma digital de Pressa TV, passa a estar disponível a sua vez na televisão por satélite e criam-se duas versões do canal, «Canal+ Azul» e «Canal+ Rojo» (Canal+ Vermelho), para conformar o pacote premium do operador.
Em 21 de julho de 2003, lança-se Digital+, a plataforma resultante da fusão de Canal Satélite Digital e Via Digital. Esta nova plataforma ampla o pacote de canais de Canal+, com «Canal+ ...30» (com a mesma programação, mas meia hora depois), «Canal+ 2» (segunda corrente, com programas da primeira em diferentes horários), bem como «Canal+ 16:9», pioneiro na emissões panorámicas, até que seu formato foi implantando em substituição do regular 4:3, no final de 2009.

### Fim do sinal analógica terrestre
Em 2005, Sogecable (Pressa) solicitou ao Ministério de Indústria a modificação das condições da concessão da Lei de Televisão Privada, para mediante a autorização de emissão em aberto 24 horas do sinal analógica, substituir Canal+ por um canal de nova criação. A partir de 7 de novembro de 2005, Canal+ passou a emitir-se exclusivamente através da plataforma de pagamento Digital+, cedendo seu sinal analógica ao novo canal generalista Cuatro .

### Pioneiro em emissões de vários formatos
Em 29 de janeiro de 2008 foi lançado o Canal+ HD, o primeiro canal em alta definição do país.  Este canal começou emitindo contidos em alta definição dos canais do grupo, para a partir de julho desse ano, passar a reemitir os conteúdos em alta definição do próprio sinal de Canal+. Quanto ao ratio de imagem, a partir de 6 de novembro de 2009, Canal+ emitiu em 16:9 permanentemente. Por outro lado, em 18 de maio de 2010, lançou-se Canal+ 3D, sendo o primeiro canal espanhol em emitir neste formato e para cuja visualização era necessário o decodificador iPlus e um televisão 3D. A televisão estereoscópica não chegou a cuajar, cessando suas emissões em 1 de agosto de 2015

### Efémero passo de Canal+ 2 pela TDT Premium
Em 23 de agosto de 2010, seu segundo canal Canal+ 2, renomeado como «Canal+ Dos», iniciou suas emissões na TDT de Espanha. Substituiu o sinal de 40 Latino, e tratava-se de um canal de pagamento da denominada «TDT Premium», com uma programação baseada em cinema, séries, documentárias e vários conteúdos de Canal+, excepto os desportivos. Em 19 de dezembro de 2011 cessaram suas emissões na televisão terrestre, devido a seu reduzido número de abonados.

### Mudança de denominação
Com a mudança de nome da plataforma Digital+ a Canal+, realizado em 17 de outubro de 2011, os nomes dos canais principais foram modificados, pelo que Canal+ adquiriu o nome de Canal+ 1 e Canal+ Dos recuperou sua denominação original de Canal+ 2.
Depois de compra-a da plataforma Canal+ por parte de Telefónica e o posterior lançamento de Movistar+, plataforma resultante da fusão com «Movistar TV», em 8 de julho de 2015 o canal voltou a denominar-se Canal+.

### Fim de emissão
Em 1 de dezembro de 2015 a Movistar+ anunciou o cesse de transmissões de Canal+, para dar passo a um novo da mesma temática chamado #0. Em 1 de fevereiro de 2016 ocorreu o fim de emissões do canal, depois da emissão do documentário Informe Robinson «Quando fomos campeões», dedicado ao triunfo mundialista da selecção espanhola na Copa do Mundo de África do Sul 2010, campeonato que Canal+ transmitiu para seus abonados em Espanha.

## Eventos desportivos

### Futebol
Durante 25 anos consecutivos, retransmitiu em exclusiva o partido mais destacado da cada jornada de Primeira División (entre as temporadas 1990/91 e 2014/15), conhecido como «el partidazo del plus» (o jogaço do plus). Com respeito à Segunda División, emitiu o melhor partido da jornada durante 20 anos (entre as temporadas 1995/96 e 2014/15), no horário do meio dia do domingo. Emitiu ademais em várias temporadas, a melhor eliminatória por rodada da Copa do Rei.
Quanto a futebol internacional, durante a década de 1990 até meados da década de 2000, contou com os direitos televisivos do campeonato italiano, inglês ou argentino. Além destes campeonatos nacionais, ostentó entre as temporadas 2003/04 e 2008/09, os direitos de pagamento para Espanha de une-a de Campeões.

### Basquete
Durante 20 anos consecutivos, retransmitiu em exclusiva os partidos mais destacados da NBA (desde a temporada 1995/96 à temporada 2014/15) e espaços relacionados como «NBA+» ou «Generación NBA». Durante quatro temporadas, de 1999 a 2003, retransmitiu a sua vez a ACB.

## Canais de marca-a Canal+
Com a estreia em 31 de janeiro de 1997 de Canal Satélite Digital, a plataforma digital de Pressa TV, criam-se as duas primeiras versões do canal, «Canal+ Azul» e «Canal+ Vermelho», para conformar o pacote premium do operador.
Em 21 de julho de 2003, lança-se Digital+, a plataforma resultante da fusão de Canal Satélite Digital e Via Digital. Esta nova plataforma ampla o pacote de canais de Canal+, com «Canal+ ...30» (com a mesma programação, mas meia hora depois), «Canal+ 2» (segunda corrente, com programas da primeira em diferentes horários) e seis canais temáticos (três canais de «Canal+ Cinema» e outros três de «Canal+ Deporte»), substituindo a «Canal+ Azul» e «Canal+ Vermelho», bem como «Canal+ 16:9», pioneiro na emissões panorámicas, até que seu formato foi implantando em substituição do regular 3:4, no final de 2009.
Em de fevereiro de 2007, produz-se uma reestruturação dos canais da marca plus, fundindo os canais do pacote de Canal+ Cine com Cinemanía («Canal+ Acción», «Canal+ Comedia» e «Canal+ DCine») e os de Canal+ Deporte, que passam a «Canal+ Deportes», «Canal+ Futbol» e «Canal+ Eventos».
Em 29 de agosto de 2009, começaram as emissões de Canal+ Liga, destinado a emitir vários partidos da cada jornada (3 entre as temporadas de 2009/10 a 2011/12 e 8 entre as temporadas de 2012/13 e 2015/16) do Campeonato Nacional de Primera División, que até a temporada 2008/09 se emitiam na modalidade de pagamento por visão (PPV). Em 16 de agosto de 2012, nasce Canal+ Liga de Campeones, destinado a cobrir os partidos de une-a de Campeões entre as temporadas 2012/13 e 2014/15.

## Imagem corporativa
Desde que começaram suas emissões em 1990, o Canal+ compartilhava a imagem corporativa com sua homóloga francesa; a qual era uma elipse de cores giratória com a palavra CANAL+ em letras negras com borda branca ou brancas em sua totalidade em cima da elipse, que estava inclinada sobre um eixo a 30º aproximadamente. A cortinilla de início de emissão era igual que a francesa do período 1984-1992, só mudando a sintonia, que foi composta por Manolo Sanlúcar.
Os separadores de início de espaço eram uma elipse aparecendo sobre seu eixo com a palavra CANAL+ recheia com interferências, ao igual que na versão francesa. Até que em 1994 apareceram umas novas cortinillas nos que a elipse gira sem inclinar; voltando-se em alvo e negro quando aparecia o logo correspondente ao espaço a emitir, com uma contagem regressiva desde 5.
Em 1997, a elipse foi eliminada do logo e sua imagem corporativa baseou-se nuns quadrados de cores que mudavam de tamanho e cor. Esta tipografía manteve-se até 2005, quando passou a umas cortinas de transição. Mais tarde, sua imagem corporativa passou a basear-se em cubos 3D.
Em 24 de junho de 2014 todos os canais com a marca plus (Canal+ 1, Canal+ 2, Canal+ Series, Canal+ Deportes, etc.) renovaram seu estilo visual e sua identidade de marca. Esta mudança de imagem foi desenvolvido pela agência «Erretrés» e consiste fundamentalmente em mostrar as ideias de alguns dos utentes da plataforma em relação aos conteúdos destas correntes, lhes outorgando assim maior protagonismo.

### Logos

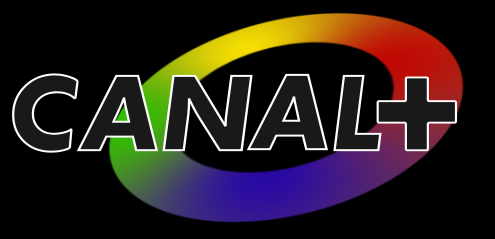
Primeiro logotipo do Canal+ España.
Logotipo utilizado pelo Canal+ España a partir de 1 de setembro de 1997.
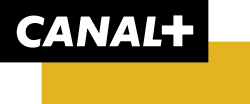
Logotipo utilizado pelo  Canal+ España entre 2005 e 2008.
Logotipo utilizado pelo  Canal+ España entre 2008 e 2011.
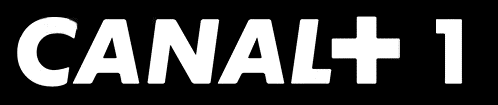
Logotipo utilizado de 17 de outubro de 2011 a 8 de julho de 2015.
Logotipo utilizado por Movistar+ de 8 de julho de 2015 até 1 de fevereiro de 2016.
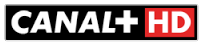
Logotipo usado para o sinal HD de 2008 a 2016.